# Graham (Missouri)
Graham – miasto w Stanach Zjednoczonych, w stanie Missouri, w hrabstwie Nodaway.